# 何慶元
何慶元（16世紀—17世紀），字長人，號六陽，直隸廬州府六安州人，明朝政治人物。

## 生平
何慶元在萬曆十九年（1591年）中辛卯科應天鄉試舉人，萬曆二十六年（1598年）會試考得第二，殿試二甲五十一名，户部觀政，萬曆三十六年（1608年）授工部主事，三十九年升郎中，管理南河，到高陽縣築堤蓄水，便利漕運，惠及商民，當地人祀之於七賢祠。萬曆四十四年（1616年）升任雲南兵備道副使，他考慮父母年老而請求辭官終養，餘生以飲酒彈琴自娛，有文集《長人集》流傳。

## 引用
1. 1 2  同治《六安州志·卷二十六·人物志》：何慶元，字長人，號六陽，（萬曆）戊戌會試第二人。授工部主事，分司高陽，築堤以瀦洩，漕運無滯，商民便之，至今祀之七賢祠。內陞雲南兵備道，親老路遙不忍違，左右乞終養歸。以琴樽自娛，有《長人集》傳世。
2. ↑  同治《六安州志·卷二十一·選舉志》：何慶元 萬厯十九年辛卯科（舉人），戊戌進士
3. ↑  《萬曆二十六年戊戌科進士履歷》：何庆元，六阳，書三房，癸酉八月二十六生。六安州人，辛卯十六，会二，二甲五十一。户部政，戊申授屯田司主事，辛亥升郎中，管南河，丙辰升云南付使，丁巳终养。曾祖瀾，举人。祖珦，庠生。父克仁，廪生。